# 초콜릿

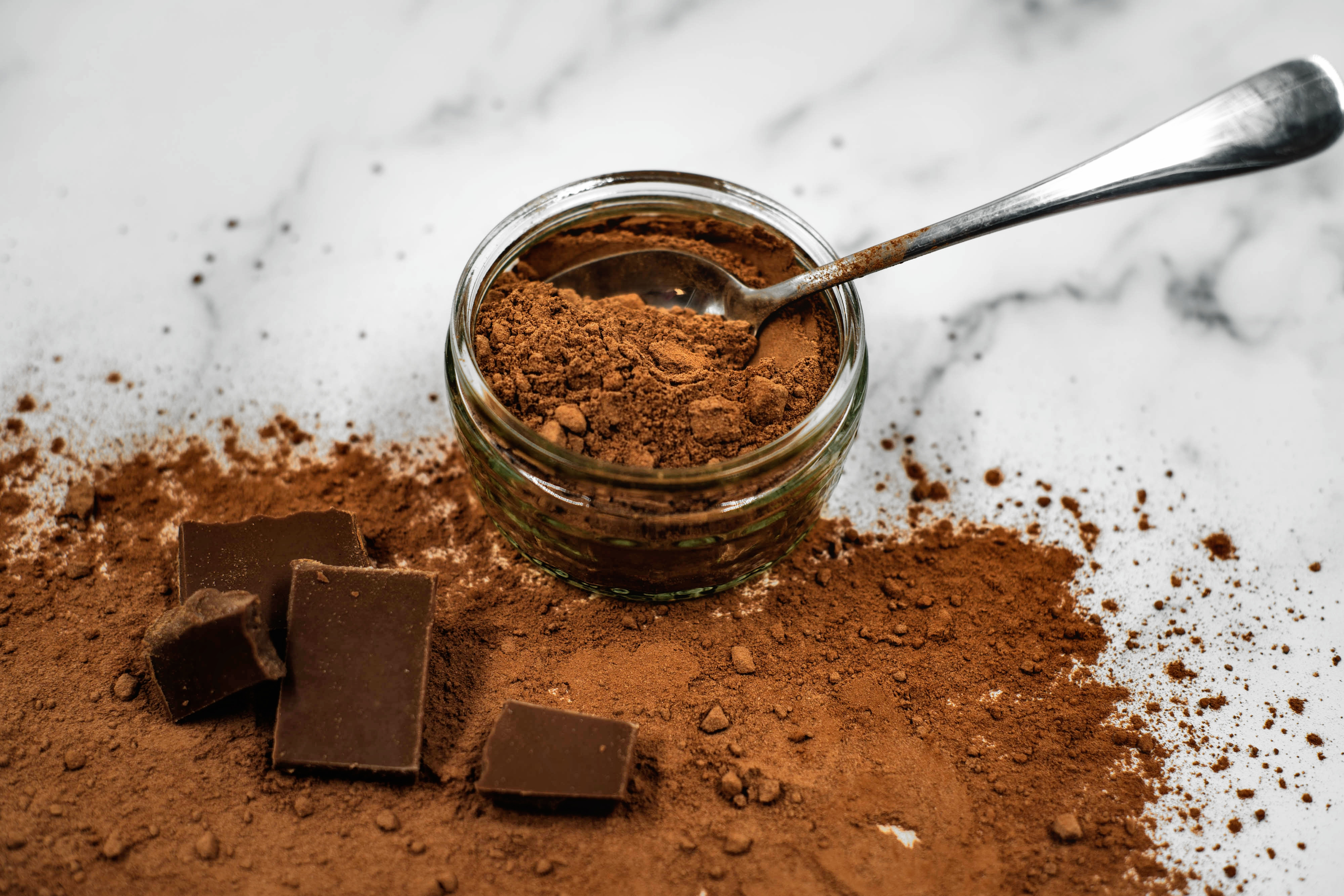
가장 일반적인 형태의 초콜릿: 파우더와 바

초콜릿(chocolate, 문화어: 쵸콜레트)는 카카오 콩을 재료로 가공한 식품이다. 숙성한 카카오 콩을 볶아서 분말로 만든 카카오 매스와 지방 성분만으로 만들어진 코코아 버터를 혼합하고, 설탕 이외 다른 재료를 더 넣어 만든다. 카카오 매스의 함량에 따라 다크 초콜릿, 밀크 초콜릿, 화이트 초콜릿, 루비 초콜릿,  골드 초콜릿 등으로 구분한다.(다이어트를 하는 사람들을 위해 무설탕 초콜릿도 개발 중이다.) 외래어 표기법에 의해 '초컬릿'으로 적기도 하지만 둘째 음절은 'ㅗ'로 발음하는 경향에 따라 '초콜릿'으로 표기한다. 또 소수의 사람들은 '초콜릿'이 아닌 '초콜렛'이라고 표기하고 발음하기도 한다.

## 역사

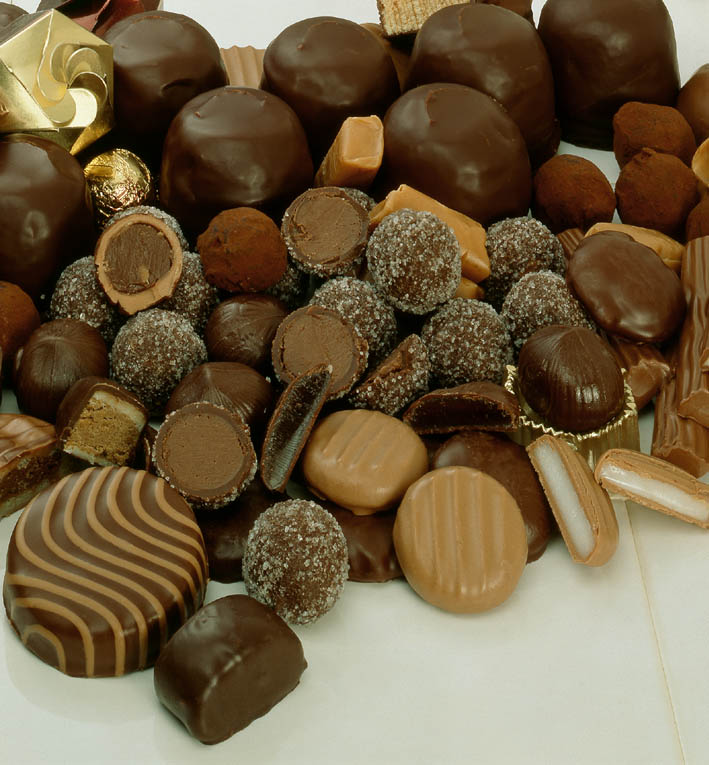
다양한 속이 들어간 초콜릿

초콜릿은 약 2,600년 전에 북미에서 처음으로 개발되었다. 마야 문명이 코코아를 갈아서 음료로 마시는 것은 처음이었다. 멕시코에서는 바닐라와 칠리향이 나는 매운 다크 초콜릿 음료수인 쇼콜라틀(xocolatl)을 마셨다. 
크리스토퍼 콜롬버스가 처음으로 코코아 콩을 스페인 왕실에 바쳐 유럽에 소개했다. 마야 족장으로 구성된 사절단은 1545년 스페인 펠리페 왕자에게 고향의 풍요로움을 보여주는 선물 중 하나로 초콜릿을 준비했다. 이는 유럽에서 발견된 초콜릿 음용에 대한 최초의 언급이다.
유럽과 아메리카 사이에 카카오 콩 무역이 시작된 것은 1585년부터였다. 지금과 같은 고체 형태의 초콜릿은 1828년 처음 개발되었다. 최초의 밀크 초콜릿은 1876년 스위스에서 개발되었다. 한편 밸런타인데이에 초콜릿을 주고받는 문화는 19세기 영국의 캐드버리사가 처음 시작하였다.
영국에서는 1728년과 미국에서는 1765년에 처음으로 초콜릿 제조사가 창립되었으며, 19세기 말부터는 많은 유명 초콜릿 제조사가 창립되며 대량생산이 가속화되었다. 한국에서는 1968년 해태제과에 의하여 처음으로 초콜릿이 제조되었다.

### 한국
한국의 초콜릿 역사가 어디서 비롯되었는지는 대체로 두 가지 설이 있다. 먼저 러시아 공사 부인이 명성황후에게 진상한 양과자 중에는 '저고령당' (貯古鹷糖)이 있었는데, 이것이 즉 초콜릿이라는 설이다. 다른 하나는 이토 히로부미가 왕궁을 드나들 때마다 임금을 에워싼 상궁들을 회유하려고 저고령당을 비롯한 양과, 화과를 선물하였다는 설이다.
일제강점기까지만 해도 초콜릿은 과자보다는 영양 식품에 가깝게 취급되었다. 1928년 12월 28일 자 <동아일보>에 실린 일본 제과업체 모리나가의 밀크 초콜릿 광고에서는 "계란, 우유의 3배인 2,160칼로리"라며 열량을 내세웠고, 요리 차림을 그린 삽화와 함께 초콜릿을 "포켓트에 너흘 수 잇는 호화로운 식탁"에 비유하였다. 초콜릿을 두고 "혈행을 좋게 하고 원기를 왕성히 하는 풍부한 열량의 원천"이라 선전하는 광고도 있었다. 심지어는 "매우 자극이 심해서 아이에게 많이 먹이면 코를 자극하여 코피가 나고, 종말에는 중독을 일으킨다"며 많이 먹이지 말라는 기사가 실리기도 했다.
광복(1945년 8월 15일) 이후 미군정이 시작되면서 한국에 초콜릿이 들어왔으며, 1947년 7월부터는 서울 시내 각 가정에 초콜릿이 배급되기도 했다. 이후 한국 전쟁이 발발하고 유엔군이 참전하면서 초콜릿이 전국으로 퍼졌다.

## 제조

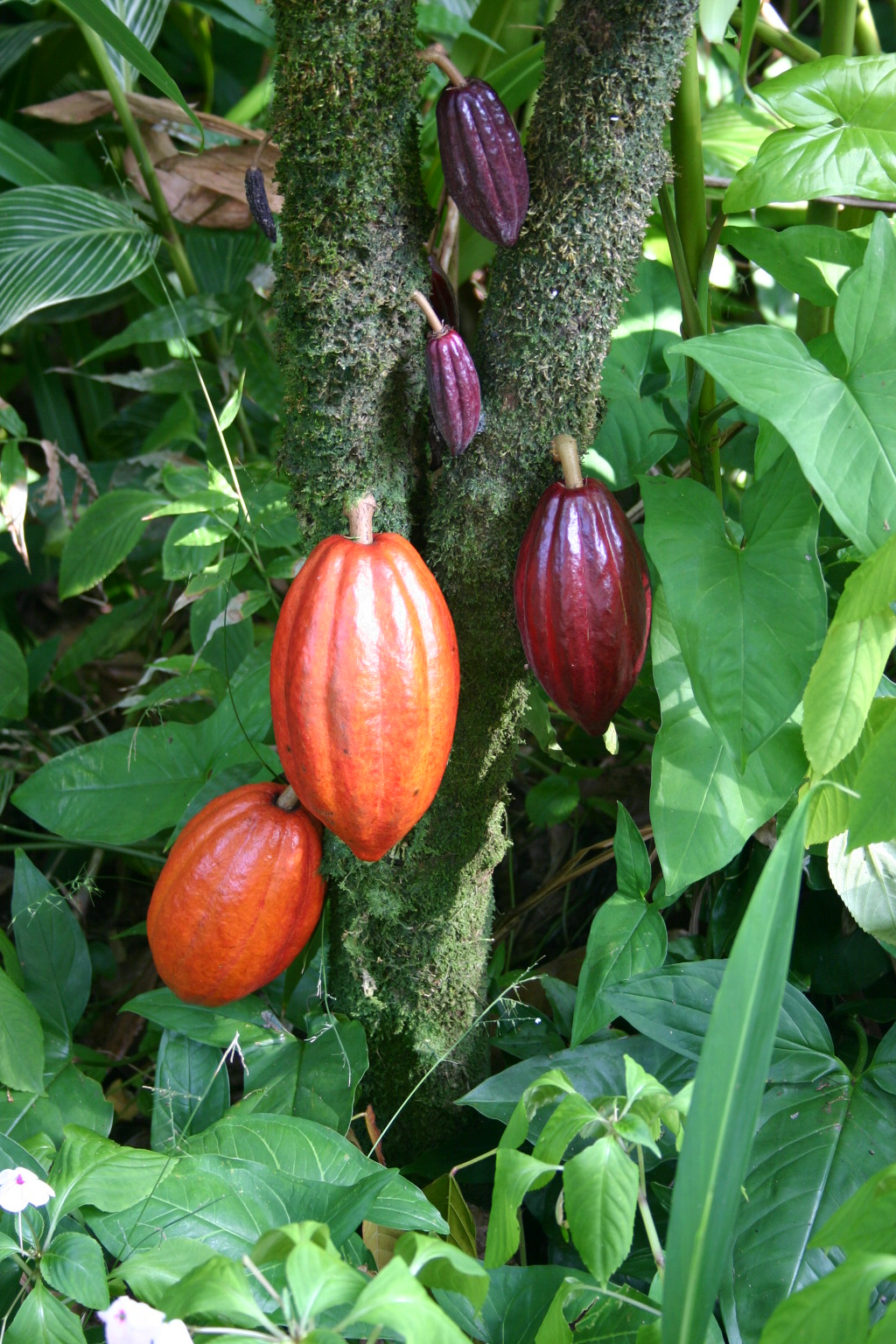
다양한 숙성 단계의 열매가 있는 카카오 나무. 초콜릿은 카카오 나무의 열매 씨앗인 카카오 콩에서 만들어진다.

초콜릿의 원료는 카카오의 열매의 씨앗인 카카오 콩을 통해 만들어진다. 잘 익은 카카오 열매를 수확후 갈라놓으면 흰색의 과육이 나오는데 이 안에 카카오 콩이 열매 하나당 약 20~50개 들어있다. 카카오 콩은 향이 없고 쓰고 떫은 맛을 지닌다.
과육을 제거한 카카오 콩을 나무통에 넣어 발효 과정을 거친다. 약 5~7일이 걸리는 발효 과정을 거치면 여러 가지 향미가 생성되어 익숙한 초콜릿 향이 나온다. 발효 후에는 곰팡이가 발생하지 않도록 건조시켜야 하며 이는 약 9~10일이 소요된다.
건조시킨 콩은 초콜릿 제조 시설로 이송된다. 콩에 붙은 잔가지나 돌 등의 이물질을 제거한 후 로스팅을 하고 등급을 매긴다. 다음으로 콩의 껍질을 제거하고 부수어 카카오닙스를 만든다.
마지막으로 카카오닙스를 갈아 액화하여 액체 형태의 순수한 초콜릿, 즉 카카오매스(kakao mass) 또는 초콜릿 리쿼(Chocolate liquor)로 만든다. 카카오매스는 카카오 덩어리와 카카오 버터의 두 성분으로 분리될 수 있다.

### 블렌딩
카카오매스는 다양한 양의 카카오 버터와 혼합하고, 여기에 설탕, 우유 등 여러 가지 첨가물을 넣어 제조한다.
일반적으로, 판형으로 굳힐 수 있도록 대두 레시틴과 같은 유화제가 첨가되지만, 일부 제조업체는 순도를 이유로 이 성분을 배제하고 GMO가 없는 상태로 유지시키지만, 이 경우 매끄러운 질감이 사라지기도 한다. 일부 제조업체는 동일한 식감을 유지하면서도 카카오 버터의 양을 줄일수 있도록 피마자유에서 파생된 인공 유화제인 PGPR을 사용하고 있다.
텍스처는 가공, 특히 콘칭(아래 참조)에 의해서도 큰 영향을 받는다. 값비싼 초콜릿은 가공 시간이 길어서 유화제 첨가 여부와 상관없이 식감과 질감이 부드럽다.

### 콘칭

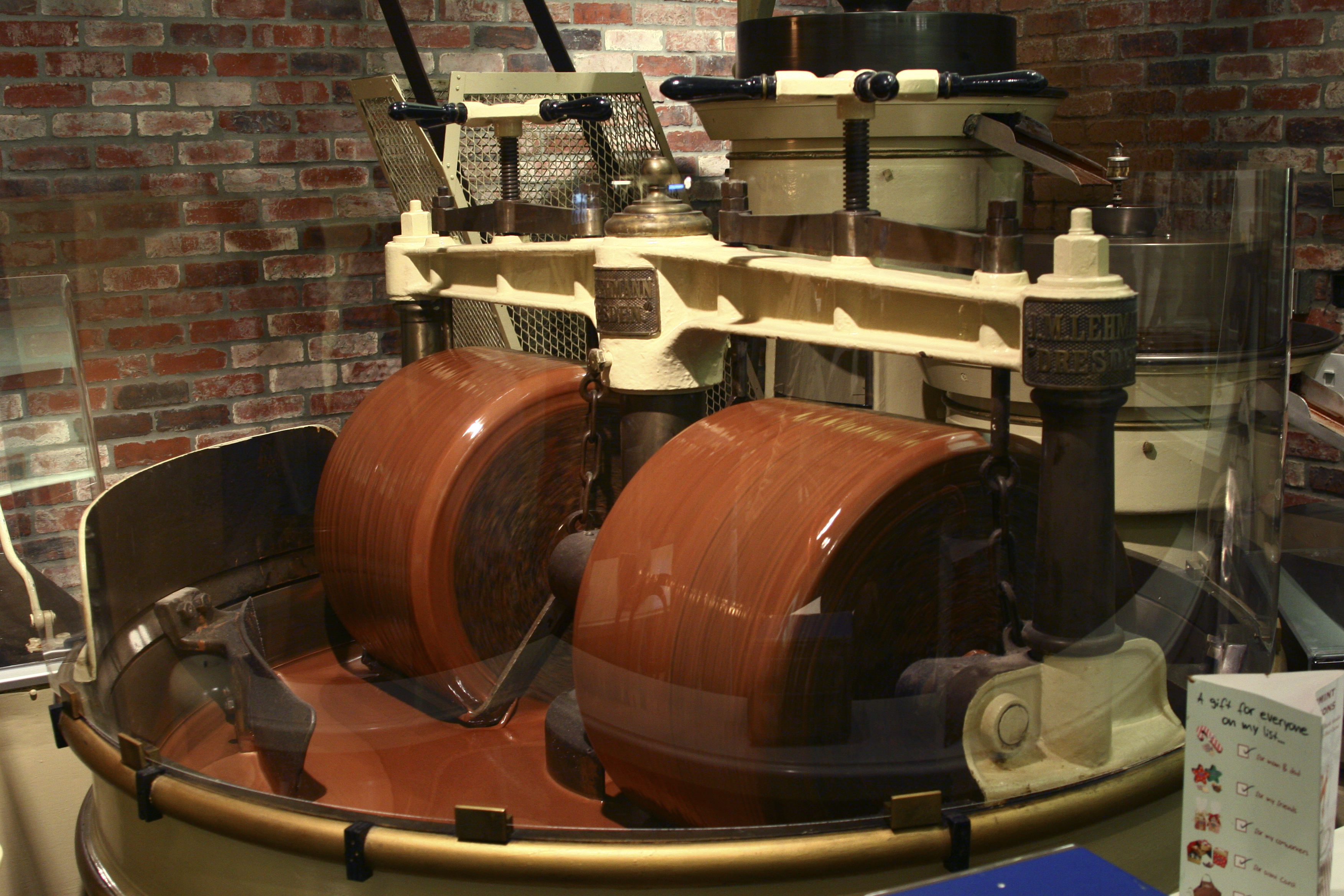
원재료를 섞은 초콜릿 혼합물

끝에서 두번째 과정은 콘칭(Conching)이라고 불린다. 콘체(conche)는 내부에 롤러가 담긴 용기로, 그라인더 역할을 한다. 정제되고 혼합된 초콜릿 덩어리는 마찰열에 의해 액체 상태로 유지된다. 콘칭 전의 초콜릿은 고르지 않고 거친 식감을 가지고 있다. 이 콘칭 과정은 혀가 감지할 수 있는 것보다 더 작은 코코아와 설탕 입자를 만들어 내므로 입안의 부드러운 촉감이 된다. 콘칭 공정의 시간은 초콜릿의 최종적 부드러움과 품질을 결정한다. 고급 초콜릿은 약 72시간 동안, 저급은 약 4~6시간 동안 콘칭된다. 공정이 완료된 후, 초콜릿 질량은 최종 처리가 될 때까지 약 45~50 ℃까지 가열된 탱크에 저장된다.

### 템퍼링

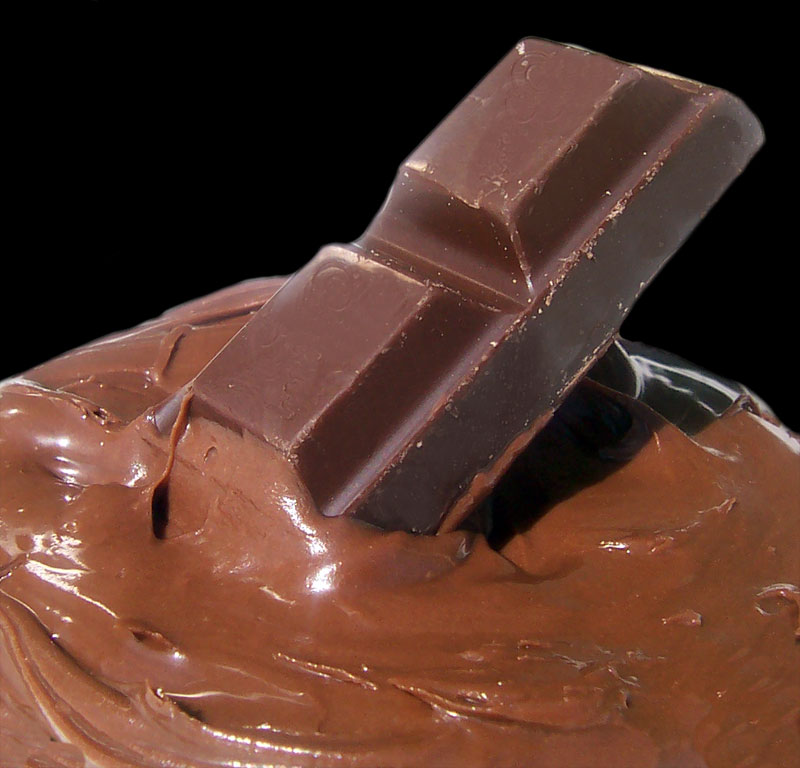
녹은 초콜릿과 초콜릿 조각

마지막 과정은 템퍼링(tempering)이라고 부른다. 초콜릿을                           제조할 때 들어가는 카카오 버터는 다양한 형태의 결정체를 낳는데, 육안으로 볼 수 있을 만큼 충분히 크다. 이로 인해 초콜릿의 표면이 얼룩덜룩하고 윤기가 나지 않으며, 초콜릿이 깨졌을 때 딱딱 부러지기보다는 부서지게 된다. 초콜릿을 균일한 광택과 깔끔한 물림을 위해 초코릿에 들어있는 카카오 버터를 안정적으로 굳히는 작업이 템퍼링 과정이다.
카카오 버터의 지방은 다른 형태로 결정화될 수 있다(동질이상). 템퍼링의 주요 목적은 여러 형태중 가장 최상의 형태만 존재하도록 하는 것이다. 목적은 최상의 형태만이 존재하도록 하는 것이다. 표대적으로 녹는점이 17℃인 감마 결정(또는 I형 결정), 녹는점이 21~24℃인 알파 결정(또는 II형 결정), 녹는점이 25~29℃인 베타 프라임 결정(또는 III형, IV형 결정), 녹는점이 34~35℃인 베타 결정(또는 V형 결정) 등이 있다. 이중 가장 안정적인 구조는 녹는점이 높은 베타 결정이다.
가장 안정적으로 베타 결정(V형 결정)을 만드는 방법은, 초콜릿을 45℃ 정도로 가열하여 모든 지방 결정을 녹인다. 그 다음, 초콜릿을 약 27℃로 냉각되면 베타 프라임(IV형), 베타(V형) 결정이 형성된다. 이 온도에서 초콜릿의 불안정한 결정은 모두 녹고, 안정적인 결정만 남는다. 여기서 31℃로 조금씩 높이면 베타 프라임(IV형)이 제거되고 V형만 남는다. 여기서 온도를 조금씩 높이면 결정이 사슬처럼 정렬된다.

### 보관
초콜릿은 온도와 습도에 매우 민감하다. 이상적인 보관 온도는 15 ~ 17 ℃이며, 상대 습도는 50 % 미만이다. 밀폐하지 않고 냉장 또는 냉동하면 초콜릿이 수분을 흡수하고, 지방 또는 설탕 결정이 표면에 올라가 변색을 유발한다.
초콜릿은 다른 향을 흡수할 수 있기 때문에 일반적으로 다른 음식과 멀리 떨어져 보관한다. 이상적으로는 초콜릿을 포장한 다음 올바른 습도와 온도로 적절한 보관 장소에 보관한다. 또한 초콜릿은 종종 어두운 곳에 보관하거나 포장지를 통해 빛으로부터 보호한다.

## 분류

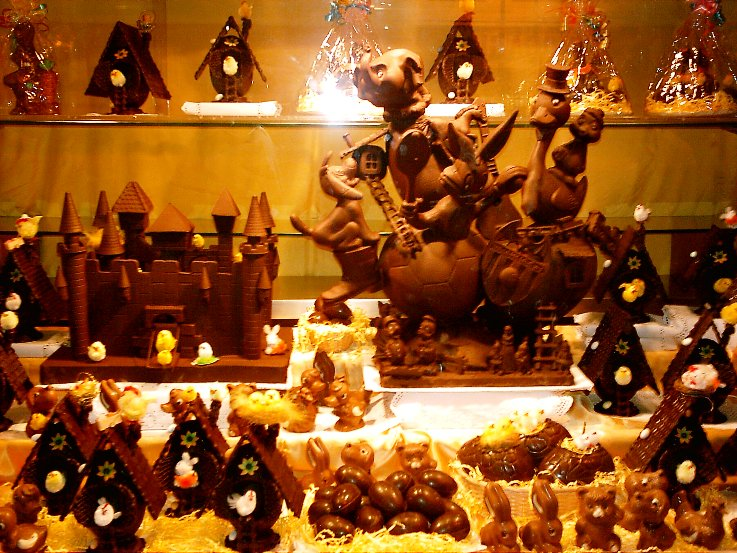
초콜릿으로 만든 여러 작품

초콜릿은 맛과 형태, 재료로 구분할 수 있다.

#### 맛으로 분류한 초콜릿
- 다크 초콜릿: 우유(주로 탈지분유(분유에서 지방을 뺀 것)와 가루우유가 쓰임)가 들어가지 않는 초콜릿을 말한다. 원재료: 설탕, 카카오 버터, 카카오 매스
- 밀크 초콜릿: 우유가 들어간 초콜릿을 말한다. 원재료: 설탕, 카카오 버터, 카카오 매스, 우유와 분유, 바닐라(향)
- 화이트 초콜릿: 설탕, 카카오 버터, 우유나 분유, 바닐라(향)이 이외 첨가물로 대두 레시틴(유화제)이 들어가기도 한다.
- 루비 초콜릿: 2010년대에 개발된 분홍색 초콜릿이다.
- 가나슈 : 가나슈는 ‘바보’라는 뜻을 가진 말로 이것은 파리에 있는 어느 초콜릿 가게에서 실수로 초콜릿에 우유를 쏟은 견습생에게 일컬어진 말이었다. 가나슈는 초콜릿에 생크림, 우유, 설탕 등을 섞어 만드는데 리큐어나 과일 에센스, 커피 등을 넣어 다양한 맛과 향을 낼 수 있다.
- 프랄린 초콜릿 : 개암, 아몬드, 피스타치오와 캐러멜을 섞은 초콜릿을 말한다.

급이 낮은 초콜릿은 카카오 버터 대신 팜유, 대두유(콩기름), 코코넛유 등의 식물성 유지를 쓴다.

### 재료에 따라 분류한 초콜릿
대한민국의 공산품 식품에 표기되는 '식품의 유형'에 쓰이는 분류는 식품공전에 의한 것이며, 이 분류는 위와 일치하지 않고 오직 카카오 콩에서 추출한 재료의 함량만으로 결정된다. 아래에서 말하는 코코아 원료는 카카오 매스, 카카오 버터, 코코아 분말을 가리킨다.
- 초콜릿: 코코아원료에 식품 또는 식품첨가물 등을 가하여 가공한 것으로서 코코아고형분 함량 35% 이상(카카오 버터 18% 이상, 무지방 코코아고형분 14% 이상)인 것을 말한다.
- 스위트초콜릿 : 코코아원료에 식품 또는 식품첨가물 등을 가하여 가공한 것으로서 코코아고형분 함량 30% 이상(카카오 버터 18%이상, 무지방 코코아고형분 12% 이상)인 것을 말한다.
- 밀크초콜릿: 코코아원료에 식품 또는 식품첨가물 등을 가하여 가공한 것으로 코코아고형분을 25% 이상(무지방 코코아고형분 2.5% 이상) 함유하고 유고형분이 12% 이상(유지방 2.5% 이상)인 것을 말한다.
- 패밀리 밀크초콜릿 : 코코아원료에 식품 또는 식품첨가물 등을 가하여 가공한 것으로서, 코코아고형분을 20% 이상(무지방 코코아고형분 2.5% 이상) 함유하고, 유고형분이 20% 이상(유지방 5% 이상)인 것을 말한다.
- 화이트초콜릿 : 코코아원료에 식품 또는 식품첨가물 등을 가하여 가공한 것으로서, 카카오 버터를 20% 이상 함유하고, 유고형분이 14% 이상(유지방 2.5% 이상)인 것을 말한다.
- 준초콜릿: 코코아고형분에 식품 또는 식품첨가물 등을 가하여 가공한 것으로서 코코아고형분 함량 7% 이상인 것을 말한다.
- 초콜릿가공품: 견과류, 캔디류, 비스킷류 등 식용가능한 식품에 ①~⑥의 초콜릿류를 혼합, 코팅, 충전 등의 방법으로 가공한 것을 말한다.

빼빼로를 비롯한 초콜릿 과자들은 함량과 제조사의 판단에 따라 준초콜릿과 초콜릿가공품으로 분류된다. 시판의 화이트 초콜릿 모양을 하고 있는 것들 중에는 초콜릿향을 첨가하고 카카오 버터 대신 팜유로 채우는 경우가 있으며 이것은 초콜릿으로 분류하지 않는다.

#### 형태로 분류한 초콜릿
- 판 초콜릿(Solid Chocolate) : 1830년 ‘몰딩’이 가능해지면서 제작된 단단한 판형 모양의 초콜릿으로, 유럽에서 발명되었다. 판형초콜릿은 천연초콜릿, 개암이나 아몬드가 섞인 판형, 튀긴 쌀이 섞인 판형, 프랄리네가 들어있는 판형, 아몬드 반죽이 들어 있는 판형 등 종류가 매우 다양하며, 시중에서 가장 쉽게 접할 수 있는 형태의 초콜릿이다. 허시 초콜릿, 가나 초콜릿이 그 예이다.
- 셸 초콜릿(Shell Chocolate) : 초콜릿을 틀에 넣고 겉(Shell)을 만들어 그 안에 크림, 잼, 넛트류, 과일 등을 넣어 초콜릿으로 뚜껑을 씌운 것이다. 다양한 내용으로 속을 채운 셸 초콜릿은 고급 초콜릿 제품들 중에서 가장 일반적인 형태이기도 하다.
- 할로 초콜릿(Hollow Chocolate) : 안이 비어 있는 초콜릿으로 인형, 동물, 알 등의 형태를 한 것이다. 인물, 동물, 사물 등의 모양으로 비교적 크게 제작되는 초콜릿이 속이 비어 있는 경우가 많다. 시중에서 흔하게 구할 수 있는 형태는 아니며 주로 고급 초콜릿 브랜드의 시즌제품, 특별제작 제품 등으로 제작되는 경우가 많다.
- 팬워크 초콜릿(Pan-Work Chocolate) : 회전 솥 안에서 센터 부분이 되는 넛트류나 캔디 류 등에 초콜릿을 넣어 만든 알갱이 상태의 초콜릿. 이와 같은 방법으로 센터 부분을 초콜릿으로 하여 설탕을 씌운 것도 있다. M&M's 초콜릿이 그 예이다.
- 엔로브 초콜릿(enrober chocolate) :  비스킷이나 웨하스 등을 초콜릿으로 씌운 것을 말한다.

## 특징
기본적으로 초콜릿은 카카오 성분 때문에 본래 굉장히 쓴맛을 낸다. 하지만, 시중에 유통되는 초콜릿 제품의 대부분은 소비자의 기호에 맞추어 우유, 설탕, 물엿 등이 첨가되기 때문에 달콤한 맛이 난다. 초콜릿에 첨가된 카카오의 비율(%)을 표시한 최근의 제품들 중 50% 정도의 함량까지는 무난한 맛이지만, 99% 함량의 제품은 일반적인 초콜릿과 달리 쓴맛이 난다.

## 생리적 효과
다크 초콜릿에는 항산화 작용을 하는 폴리페놀, 플라보노이드가 풍부한데, 그 양은 적포도주, 녹차, 홍차 등 보다 많다.
초콜릿에 들어 있는 테오브로민은 말, 개, 앵무새, 쥐, 고양이(특히 새끼 고양이) 등의 동물에게 독성을 띤다. 이들에게 초콜릿을 먹일 경우 테오브로민은 분해되지 않은 채 20시간 동안 혈액 속에 남아 있게 되며, 뇌전증, 심장마비, 뇌출혈 등을 일으킬 수 있으며 사망에 이르게 되는 경우도 있다.
초콜릿은 상당량의 카페인을 함유하고 있는데 카페인을 과잉 섭취할 경우 불면증, 불안감, 속쓰림, 가슴 두근거림 등의 증상이 나타날 수 있으므로 적당량을 먹는 것이 좋다. 또 포화지방과 당분이 많아 당뇨나 역류성 식도염, 여드름이나 아토피 등의 피부질환을 악화시킬 수 있다. 초콜릿을 너무 많이 먹으면 초콜릿 중독까지 나타날 수 있다.
또한 초콜릿에 있는 당이 충치를 일으키기도 한다.

## 같이 보기
| 초콜릿 원료 - 카카오 버터 - 카카오 매스 - 카카오닙스 - 카카오 | 초콜릿 식품 - 초콜릿 브라우니 - 초콜릿 시럽 - 초콜릿 우유 - 초콜릿 칩 - 초콜릿 케이크 - 초콜렛 도넛 - 화이트 초콜렛 - 다크 초콜렛 - 밀크 초콜릿 | 관련 항목 - 밸런타인데이 - 초콜릿 박물관 - 캐러멜 - 초콜릿 중독 |